# Italo Zilioli
Italo Zilioli (Turijn, 24 september 1941) is een voormalig Italiaans professioneel wielrenner. Gedurende zijn carrière won hij 58 races, inclusief het Kampioenschap van Zürich. 

## Belangrijkste overwinningen
1959
- Italiaans kampioen op de weg, Junioren

1963
- Ronde van Veneto
- Ronde van de Apennijnen
- 1e etappe Ronde van Zwitserland
- Tre Valli Varesine
- Ronde van Emilië

1964
- Coppa Agostoni
- Coppa Sabatini
- Ronde van Veneto
- GP Monaco

1965
- Nice-Mont Agel

1966
- GP Industria & Commercio di Prato
- Kampioenschap van Zürich

1968
- 4e etappe Ronde van Italië
- 3e etappe Tirreno-Adriatico
- Ronde van Campanië

1969
- 10e etappe Ronde van Italië

1970
- Ronde van Piëmont
- Eindklassement Catalaanse Week
- 2e etappe Ronde van Frankrijk
- 10e etappe Ronde van Italië

1971
- GP Cecina
- Trofeo Laigueglia
- 2e etappe Tirreno-Adriatico
- Eindklassement Tirreno-Adriatico

1972
- 10e etappe Ronde van Italië

1973
- Ronde van de Apennijnen
- Coppa Placci
- GP Montelupo

1974
- 2e etappe Tirreno-Adriatico

1975
- GP Cecina
- 2e etappe deel B Tirreno-Adriatico

## Resultaten in voornaamste wedstrijden
| Jaar | Ronde van Italië | Ronde van Frankrijk | Ronde van Spanje |
| ---- | ---------------- | ------------------- | ---------------- |
| 1962 |                  |                     |                  |
| 1963 | 18e              |                     |                  |
| 1964 | ↑                |                     |                  |
| 1965 | ↑ (1)            |                     |                  |
| 1966 | ↑                |                     |                  |
| 1967 | opgave           |                     |                  |
| 1968 | 4e (1)           | opgave              |                  |
| 1969 | ↑ (1)            |                     |                  |
| 1970 | 5e (1)           | 13e (1)             |                  |
| 1971 | 22e              |                     |                  |
| 1972 | opgave (1)       | opgave              |                  |
| 1973 | 14e              |                     |                  |
| 1974 | opgave           |                     |                  |
| 1975 | 39e              |                     |                  |
| 1976 | 16e              |                     |                  |

| Jaar | Milaan-San Remo | Ronde van Vlaanderen | Parijs-Roubaix | Luik-Bast.‑Luik | Ronde van Lombardije |  | WK op de weg |  | Wereldranglijsten |
| ---- | --------------- | -------------------- | -------------- | --------------- | -------------------- |  | ------------ |  | ----------------- |
| 1962 |                 |                      |                |                 | 14e                  |  |              |  |                   |
| 1963 | 71e             |                      | 54e            |                 | 5e                   |  | 20e          |  |                   |
| 1964 | 32e             |                      | 24e            | 24e             | 5e                   |  | 5e           |  | 14e (SPP)         |
| 1965 | 14e             |                      |                |                 | 15e                  |  | 16e          |  | 17e (SPP)         |
| 1966 |                 |                      |                |                 | 7e                   |  | 6e           |  |                   |
| 1967 | 23e             | 39e                  |                | 15e             |                      |  |              |  |                   |
| 1968 |                 |                      |                |                 |                      |  |              |  |                   |
| 1969 |                 |                      |                |                 |                      |  |              |  |                   |
| 1970 | 4e              |                      |                | 9e              |                      |  | 66e          |  |                   |
| 1971 |                 |                      |                |                 | 7e                   |  | 50e          |  |                   |
| 1972 | 32e             |                      |                |                 |                      |  |              |  |                   |
| 1973 | 40e             |                      |                |                 | 10e                  |  | 32e          |  |                   |
| 1974 | 11e             |                      |                |                 | 23e                  |  |              |  |                   |
| 1975 | 8e              |                      |                |                 | 14e                  |  |              |  | 60e (SPP)         |
| 1976 |                 |                      |                |                 |                      |  |              |  |                   |